# Бяла-Писка
Бяла-Писка (пол. Biała Piska, нем. Bialla; в 1938—1945 Gehlenburg) — город в Польше, входит в Варминьско-Мазурское воеводство, Пишский повят. Имеет статус городско-сельской гмины. Занимает площадь 3,24 км². Население — 4041 человек (на 2018 год).

## Памятники

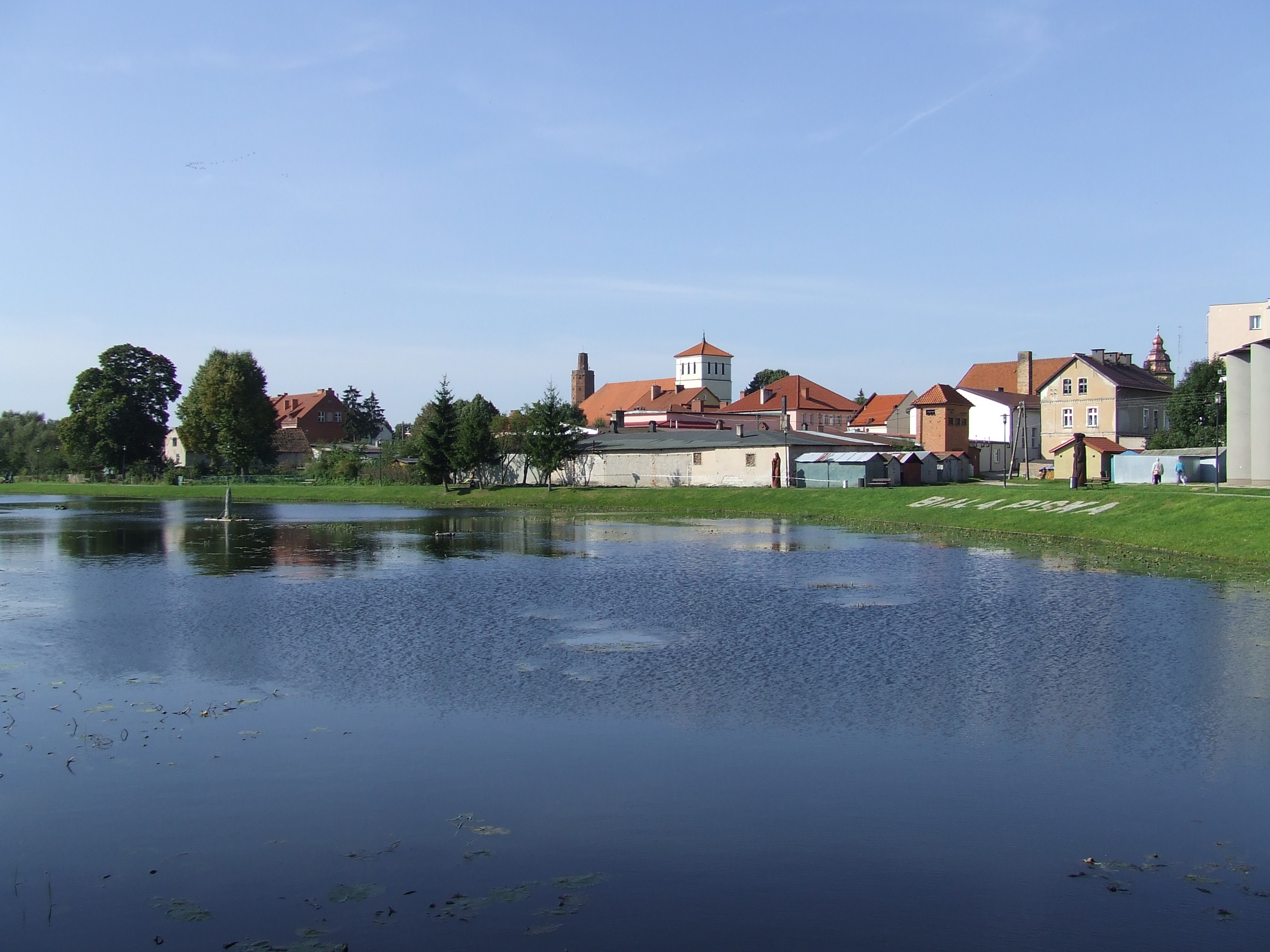
Вид с р. Бялка
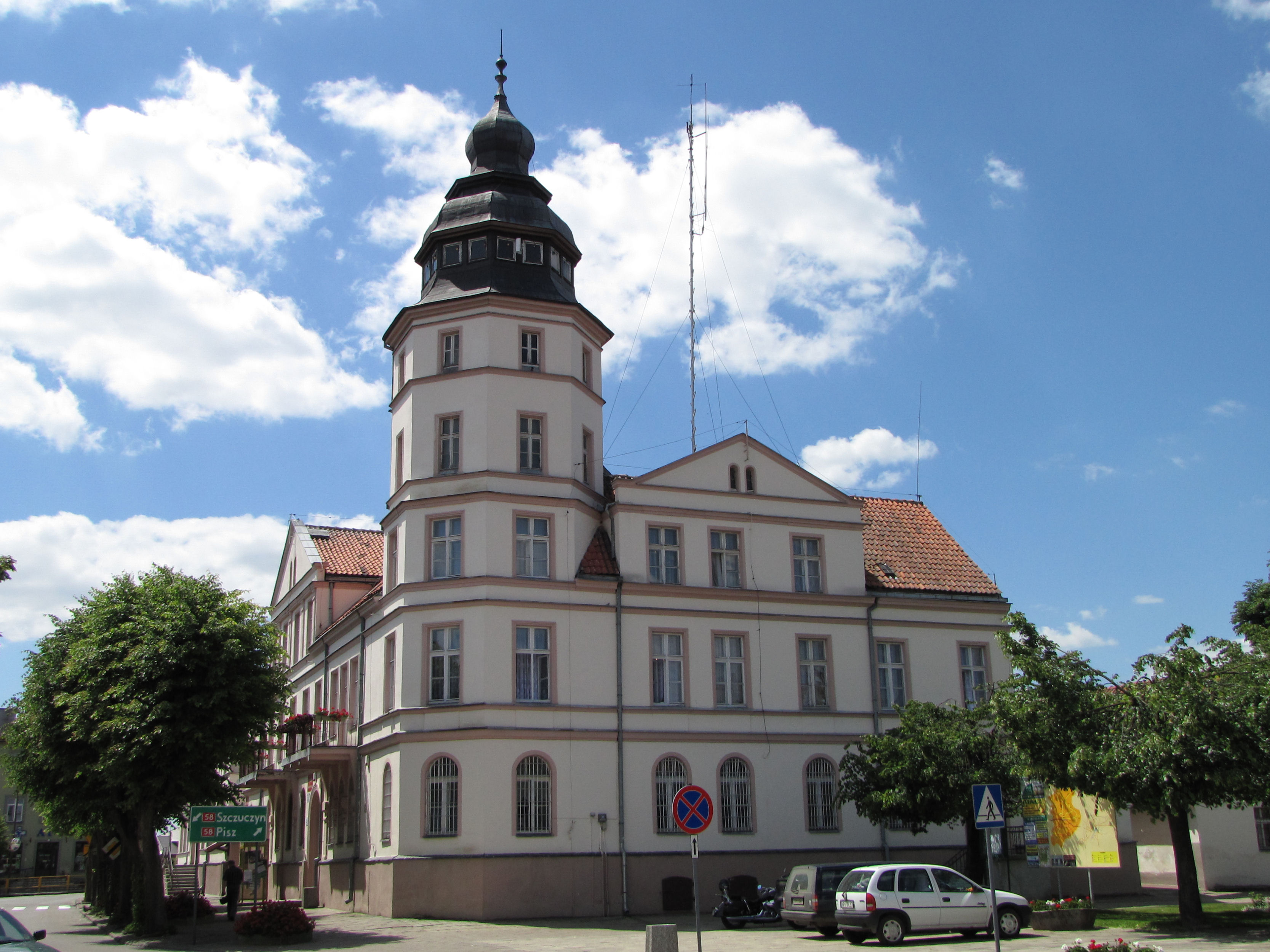
Ратуша
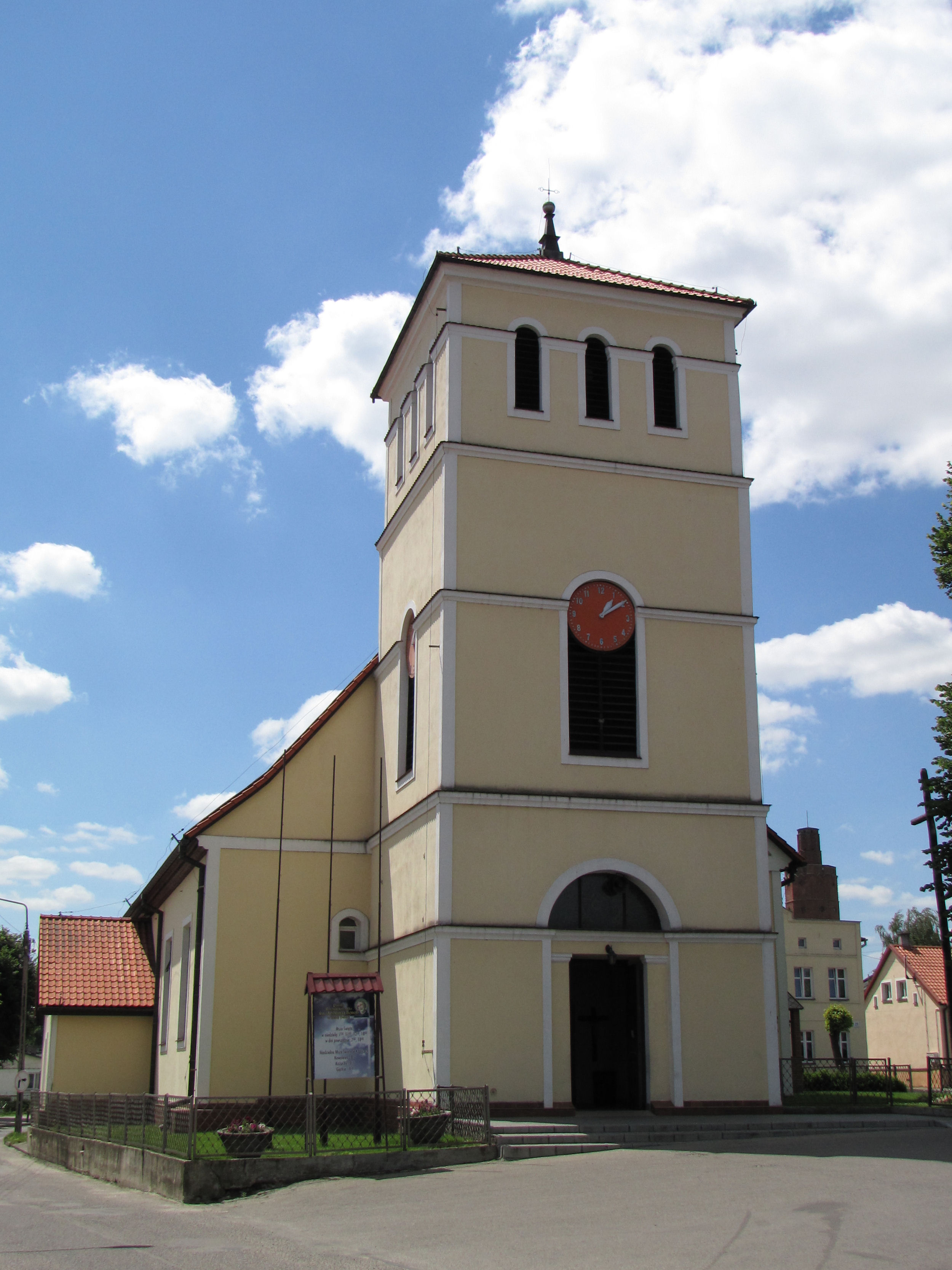
Церковь
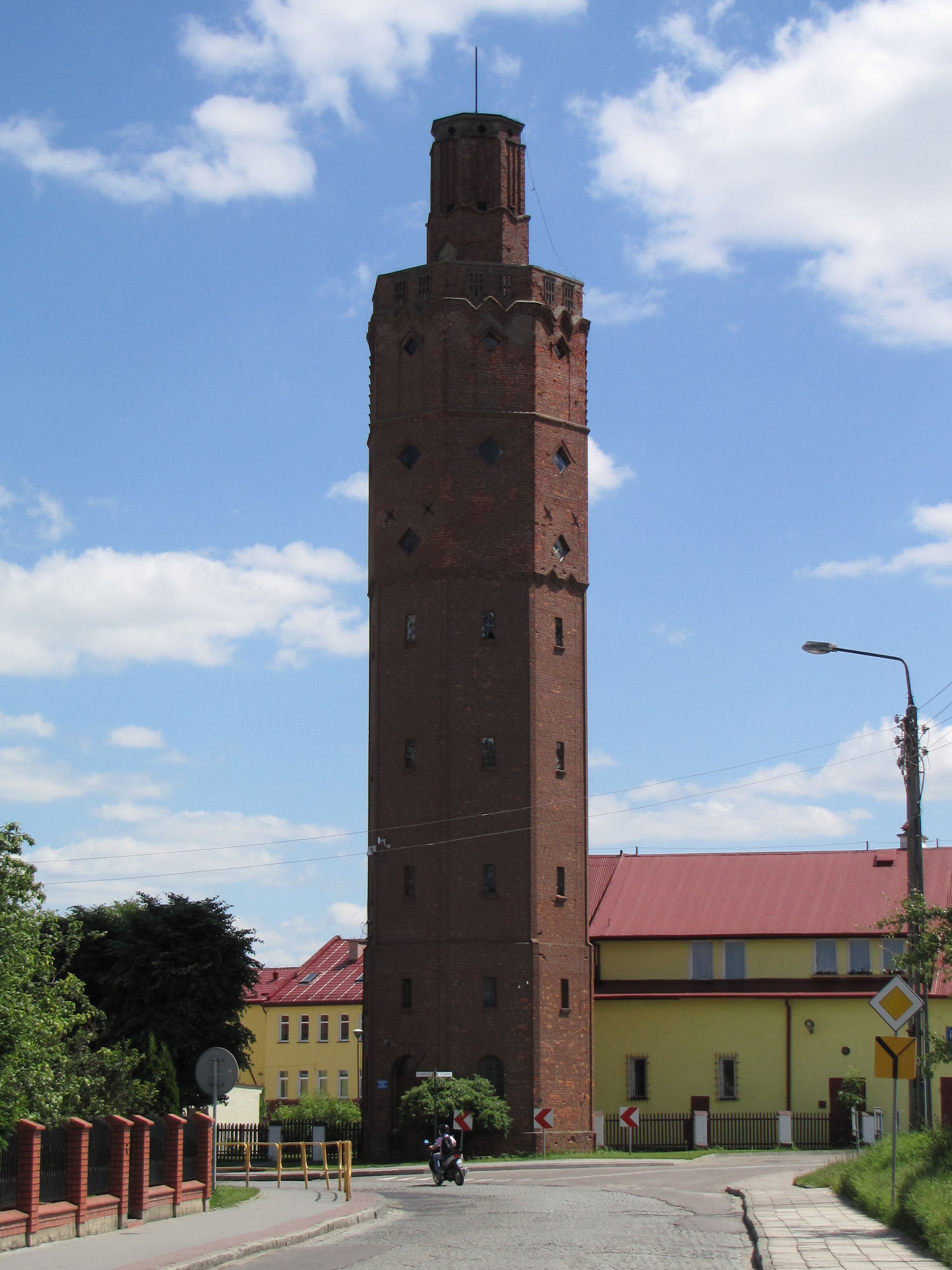
Водонапорная башня

В реестр охраняемых памятников Варминьско-Мазурского воеводства занесены:
- Городская застройка 1722 года
- Лютеранская церковь 1756, 1832 г.
- Прицерковное кладбище
- Лютеранское кладбище середины XIX в.